# Parendacustes supiori
Parendacustes supiori är en insektsart som beskrevs av Andrej Vasiljevitj Gorochov 2006. Parendacustes supiori ingår i släktet Parendacustes och familjen syrsor. Inga underarter finns listade i Catalogue of Life.